# Asociación Cultural Lugia
La Asociación Cultural Lugia es una organización cultural fundada en 1984 con el objetivo de divulgar y promocionar la cultura en el municipio de Valdepeñas de Jaén, Provincia de Jaén (España) . La asociación está inscrita en el Registro Nacional de Asociaciones del Ministerio del Interior (España) (n.º 55155). En 2014 recibió el reconocimiento de la Junta de Andalucía por su trayectoria y actividad, al serle concedida la 'Bandera de Andalucía'.

## Objetivos y breve historia
Entre sus objetivos fundacionales se encuentran el estudio geográfico e histórico de Valdepeñas de Jaén, así como la promoción y divulgación del arte, la cultura y las costumbres de la localidad. 
El nombre de «Lugia» hace referencia al topónimo con el que el historiador romano Tito Livio describe el territorio poblado por los bastetanos, uno de los pueblos iberos prerromanos que habitaron en la Edad Antigua el actual término municipal de la localidad.
La asociación inició su actividad en 1984, cuando un grupo de jóvenes interesados en el fomento de la cultura, decidieron constituirla oficialmente. Desde entonces pusieron en marcha un amplio programa de actividades encaminadas a hacer presente en la vida de Valdepeñas de Jaén la cultura, la historia y las tradiciones.

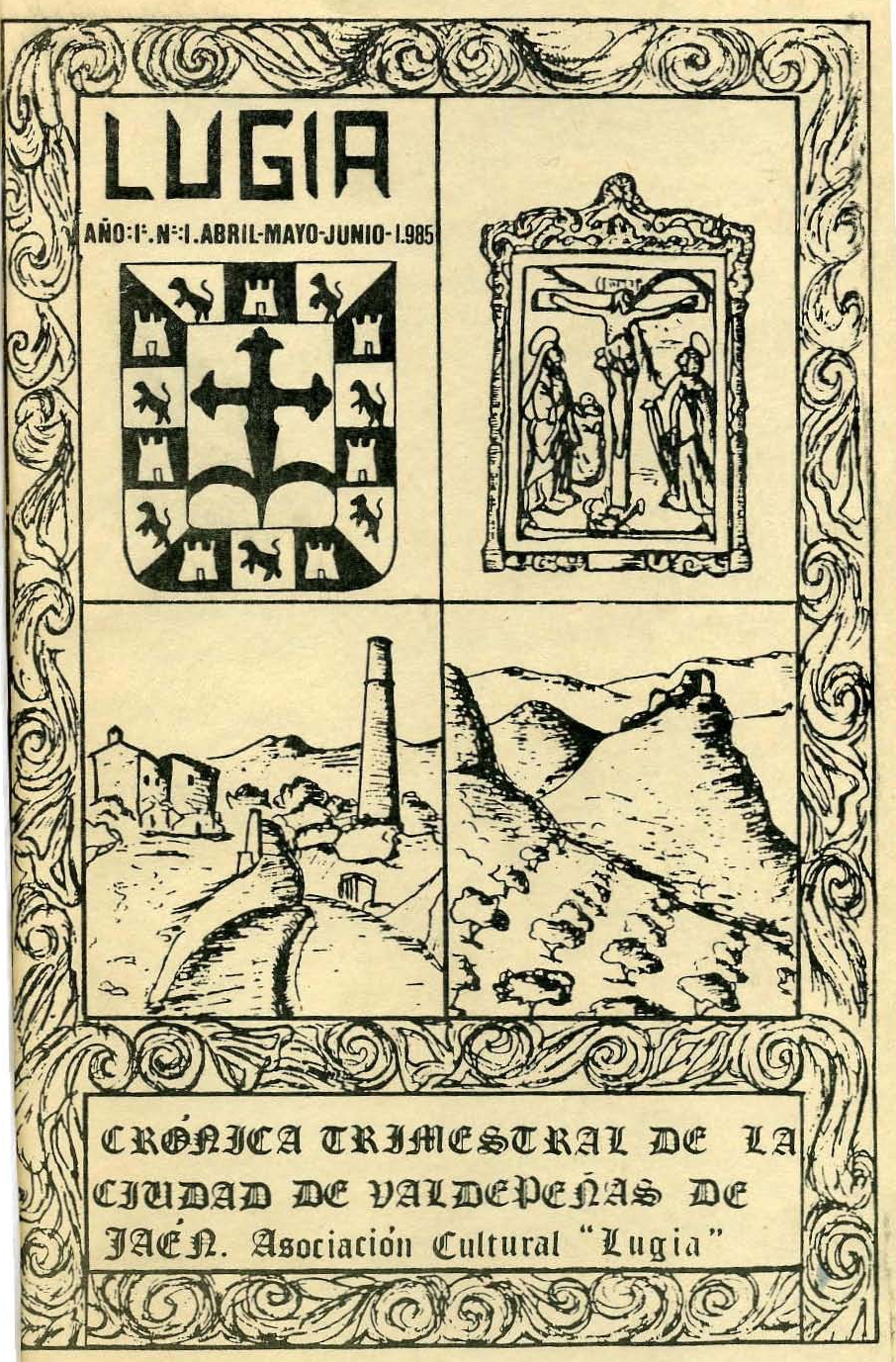
Portada del número 1 de 'Lugia' Crónica Trimestral de la Ciudad de Valdepeñas de Jaén, 1985.

Con el fin de divulgar su actividad y objetivos, la asociación edita ininterrumpidamente desde 1985 una Crónica Semestral de la Ciudad de Valdepeñas de Jaén, publicación que recoge estudios de carácter cultural e histórico. La 'Crónica' recoge en sus páginas la actualidad del municipio, estudios de temática histórico-artística, así como datos de carácter demográfico, hidrológico, entre otros. De entre las publicaciones culturales de estudios locales de la provincia de Jaén, 'Lugia' es la más antigua.
Desde su fundación, la asociación ha puesto en marcha diversos proyectos de recuperación de costumbres y tradiciones (Fiesta de la Candelaria, Remate de la Aceituna, etc.) así como exposiciones, concursos, conferencias y actividades literarias (como las Jornadas Poético Culturales 'Valdepeñas de los Jilgueros' en 1990), entre otras muchas.

## Publicaciones
- Historia de la Cofradía del Santísimo Cristo de Chircales (1984). Primer libro editado por 'Lugia', dedicado a analizar la historia de la principal devoción religiosa de la ciudad.

- Lugia. Crónica Trimestral de la Ciudad de Valdepeñas de Jaén (1985- hasta la actualidad).

- Fotografías Antiguas de Valdepeñas de Jaén (1995).

- Valdepeñas de Jaén: Año 2000 (2000). En coedición con el Ayuntamiento de Valdepeñas de Jaén.

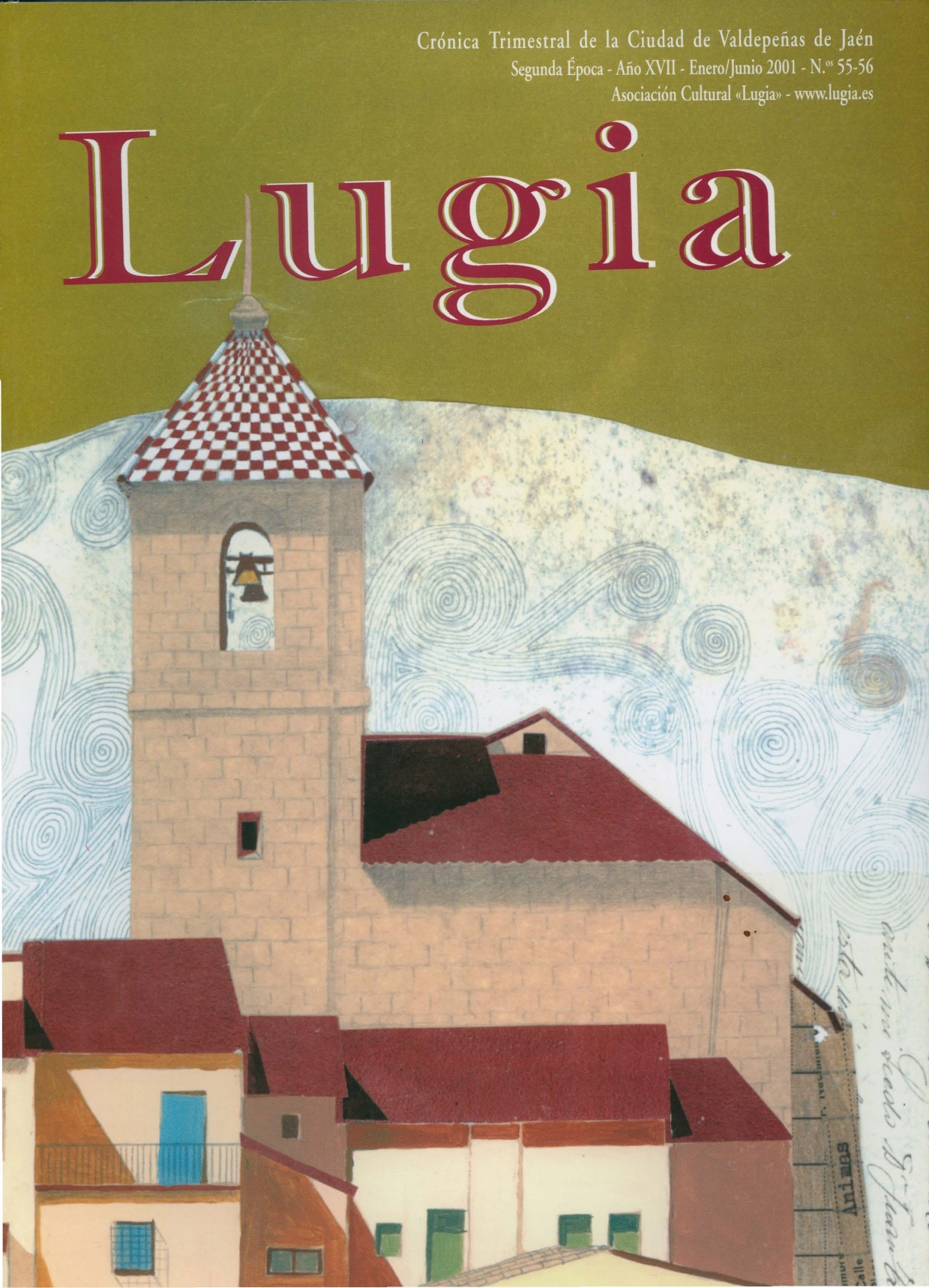
Portada del número 55-56 de 'Lugia' Crónica Trimestral de la Ciudad de Valdepeñas de Jaén, 2001.

- Canciones Típicas Valdepeñeras, (2002). Disco compacto de audio.

- Hermanamiento entre Fondón y Valdepeñas de Jaén (2002). Crónica documental en video de los actos de hermanamiento entre los dos municipios con ocasión del recuerdo de la repoblación por naturales de Valdepeñas del municipio de Fondón en Almería, en 1572.

- La Jilguera de Valdepeñas de Jaén, de D. José Sánchez del Moral (2004). Libro de poesía.